# Super Cool
„Super Cool” este un cântec al interpretei române Anca Pop. Acesta a fost lansat la data de 24 martie 2016 ca cel de-al doilea extras pe single al albumului său de debut omonim.

## Videoclip
În aceeași zi a fost lansat un videoclip muzical pentru promovarea cântecului, regizat de către Bogdan Păun. Efecte psihedelice sunt folosite pe tot parcursul videoclipului. În videoclip sunt prezentați doi cai care bat în tobe japoneze, și alte tipuri de iluzii.

## Ordinea pieselor pe disc
| Nr.                                  | Titlul           | Durată |
| ------------------------------------ | ---------------- | ------ |
| Descărcare digitală                  |                  |        |
| 01.                                  | „Super Cool” [A] | 2ː57   |
| EP — 1 distribuit în întreaga lume   |                  |        |
| 01.                                  | „Super Cool” [A] | 2ː57   |
| 02.                                  | „Super Cool” [B] | 3:00   |
| 03.                                  | „Super Cool” [C] | 3:04   |
| 04.                                  | „Super Cool” [D] | 3:04   |
| Descărcare digitală – Sergio T Remix |                  |        |
| 01.                                  | „Super Cool” [A] | 2ː57   |
| 02.                                  | „Super Cool” [E] | 3:48   |
| 03.                                  | „Super Cool” [F] | 3:09   |

Specificații
- A ^ Versiunea de pe albumul de proveniență, Anca Pop.
- B ^ Remix „Pink Elephant West”.
- C ^ Remix „Pink Elephant East-Sax”.
- D ^ Remix „Pink Elephant East-Bouzouki”.
- E ^ Remix „Sergio T”.
- F ^ Remix Edit „Sergio T”.

## Legături externe
- Anca Pop - Super Cool (Official Music Video) pe YouTube
- Versurile complete ale acestei piese pe MetroLyrics